# Сеслово
Сеслово (грч. Σεβαστό, Севасто) је насељено место у општини Кукуш у периферији Средишња Македонија, Грчка. Према попису из 2021. године био је 61 становник.
Према бугарском географу и историчару, Василу Канчову, у Сеслову је 1900. године живело 200 Словена хришћана и 50 Рома. 
Године 1924. словенско становништво је принудно исељено у Бугарску а на њихово место су насељене грчке избеглице. На попису из 1928. године Сеслово је имало 308 становника.